# Buttercrambe Castle
Buttercrambe Castle ist eine abgegangene Burg im Dorf Buttercrambe im englischen Verwaltungsbezirk North Yorkshire.
Es handelte sich möglicherweise um eine mittelalterliche Motte aus dem Jahr 1201. Die Vorburg wurde allerdings so weitgehend umgestaltet, dass eine korrekte Interpretation schwierig ist. Um 1633 diente die Vorburg als Garten.
Heute sind nur noch einige Erdwerke erhalten.